# Alo Jakin

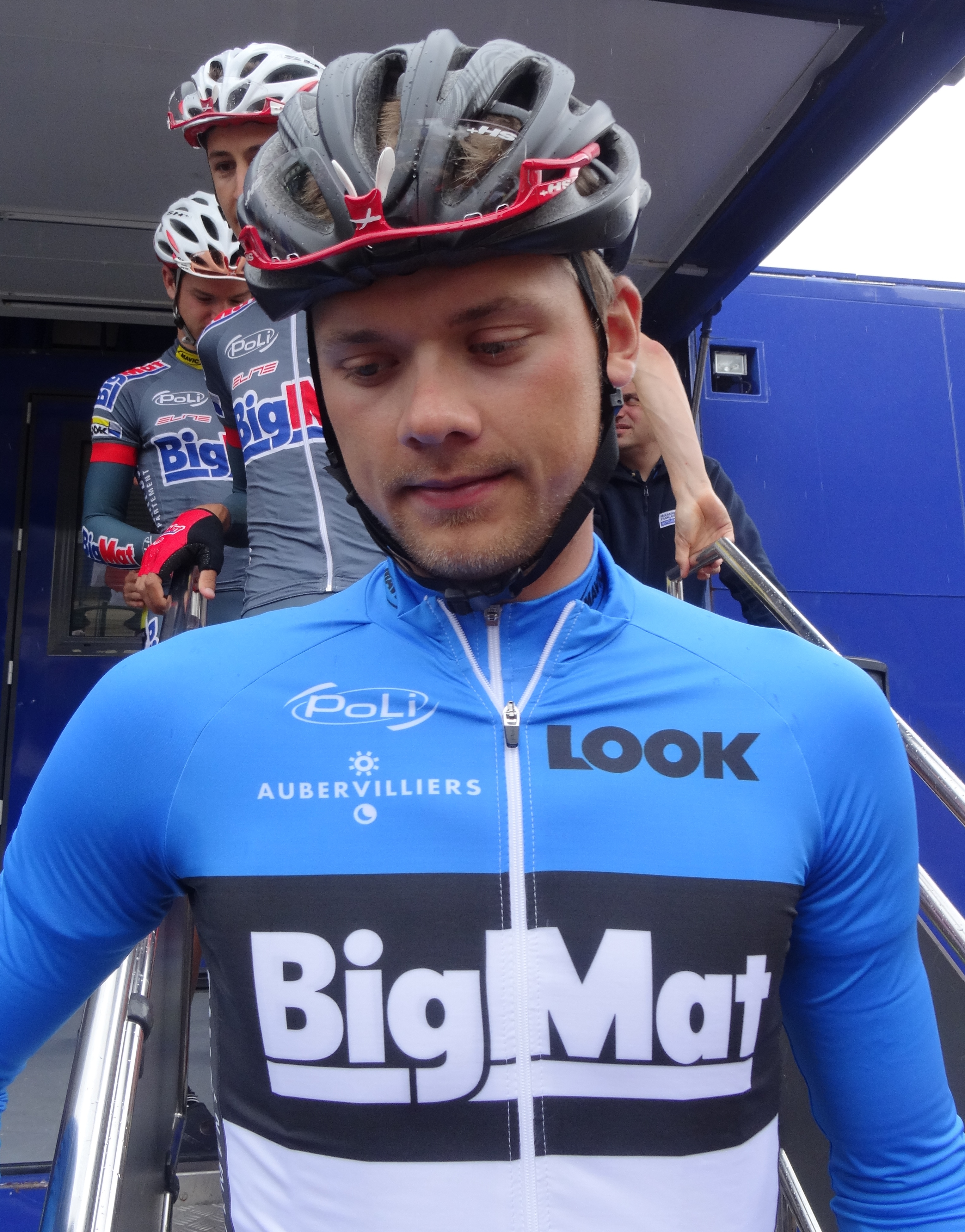
Alo Jakin in de Estische kampioenstrui.

Alo Jakin (Tartu, 14 november 1986) is een Estisch wielrenner die tot 2019 reed voor St Michel-Auber 93.

## Overwinningen
2013
3e etappe Ronde van de Oise
2014
 Estisch kampioen op de weg, Elite
2015
Boucles de l'Aulne
2016
4e etappe Circuit des Ardennes
2019
 Europese Spelen wegwedstrijd
 Estisch kampioen op de weg, Elite
2020
1e etappe Baltic Chain Tour

## Resultaten in voornaamste wedstrijden
| Jaar | Parijs-Tours |  | WK op de weg |
| ---- | ------------ |  | ------------ |
| 2013 |              |  | opgave       |
| 2014 |              |  | opgave       |
| 2015 |              |  |              |
| 2016 | 40e          |  | opgave       |
| 2017 | 159e         |  | opgave       |
| 2018 | 46e          |  |              |
| 2019 | 51e          |  | opgave       |

## Ploegen
- 2006 –  Kalev Chocolate Team
- 2007 –  Kalev Chocolate Team
- 2014 –  BigMat-Auber 93
- 2015 –  Auber 93
- 2016 –  HP BTP-Auber 93
- 2017 –  HP BTP-Auber 93
- 2018 –  St Michel-Auber 93
- 2019 –  St Michel-Auber 93

Bihel · Dassonville · Gouault · Guay · Jakin · Levarlet · Maldonado · Menut · Renault · Tronet · Vimpère
Bihel · Dassonville · Feillu · Gouault · Guay · Jakin · Levarlet · Maldonado · Menut · Renault · Vimpère · Touzé (stagiair)
Baldo · Feillu · Jakin · Le Cunff · Levarlet · Maldonado · Maurelet · Paillot · Thominet · Touzé